# Ludwig Quidde
Prof. dr. Ludwig Quidde (født 23. marts 1858 i Bremen, død 4. marts 1941 i Genève) var en tysk historiker, forfatter, politiker og pacifist. Han fik Nobels fredspris i 1927 sammen med franskmanden Ferdinand Buisson.